# Dizionario storico della Svizzera
Il Dizionario storico della Svizzera (DSS) è un dizionario enciclopedico dedicato alla storia della Svizzera, del Liechtenstein e delle enclavi di Campione d'Italia (Italia) e Büsingen am Hochrhein (Germania), dalla preistoria al XXI secolo.

## Descrizione

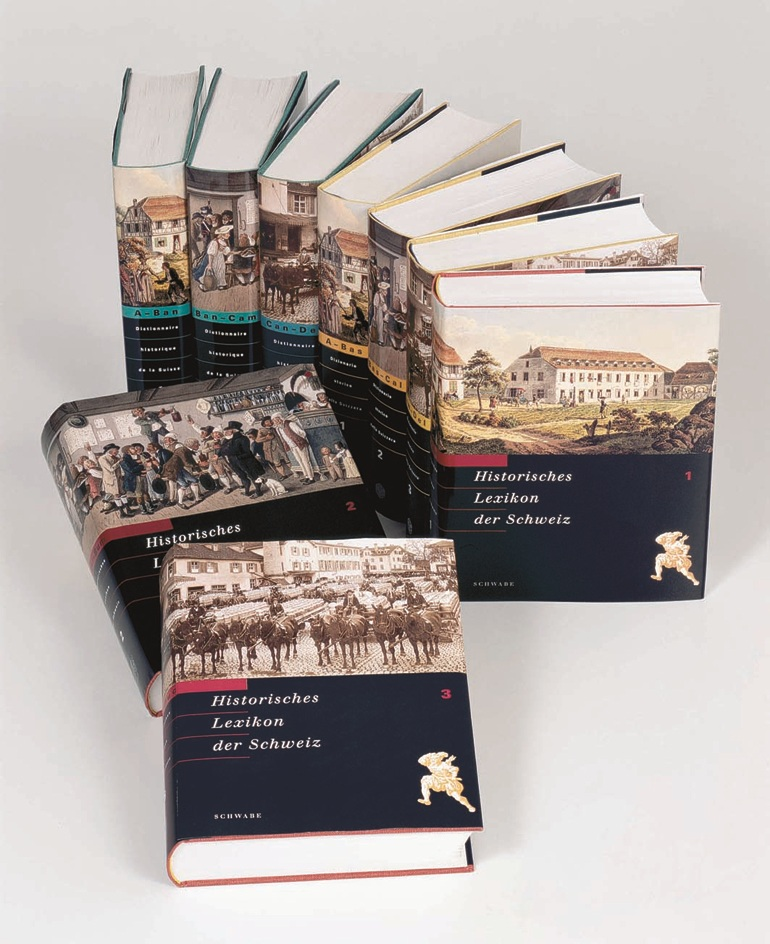
I primi tre volumi del dizionario, nelle tre lingue

Organizzato per voci disposte in ordine alfabetico, viene pubblicato, sia in versione cartacea sia in edizione elettronica, in tre delle quattro lingue nazionali della Confederazione: tedesco, francese e italiano.
Il dizionario è composto di circa 36 000 voci, e nella versione a stampa è articolato in 13 volumi per ciascuna lingua.
Gli articoli del dizionario si dividono in quattro categorie:
- Biografie di personaggi
- Voci relative a famiglie
- Voci geografiche
- Articoli tematici (istituzioni, eventi, strutture, concetti storiografici)

La versione elettronica del dizionario si presenta nella forma di una banca dati nella quale è possibile la ricerca di singole voci o l'impostazione di ricerche full-text.